# Alster
För andra betydelser, se Alster (olika betydelser).
Alster är en tätort i Karlstads kommun (i Karlstads och Östra Fågelviks socknar) invid sjön Vänern 7,5 kilometer öster om Karlstads centrum. Strax norrom finns sjön Alstern som avvattnas genom Alsterälven. 
Här finns Alsters herrgård, Gustaf Frödings födelsehem. Här finns även Alsters badplats vid Vänern. 
Tidigare fanns här en järnvägsstation, ett tegelbruk och en kvarn.

## Befolkningsutveckling
| Befolkningsutvecklingen i Alster 1980–2020        | Befolkningsutvecklingen i Alster 1980–2020 | Befolkningsutvecklingen i Alster 1980–2020 | Befolkningsutvecklingen i Alster 1980–2020 | Befolkningsutvecklingen i Alster 1980–2020 |
| ------------------------------------------------- | ------------------------------------------ | ------------------------------------------ | ------------------------------------------ | ------------------------------------------ |
|                                                   |                                            |                                            |                                            |                                            |
| År                                                |                                            |                                            | Folkmängd                                  | Areal (ha)                                 |
| 1980                                              | 1980                                       |                                            | 372                                        |                                            |
| 1990                                              | 1990                                       |                                            | 581                                        | 75                                         |
| 1995                                              | 1995                                       |                                            | 612                                        | 84                                         |
| 2000                                              | 2000                                       |                                            | 589                                        | 84                                         |
| 2005                                              | 2005                                       |                                            | 571                                        | 84                                         |
| 2010                                              | 2010                                       |                                            | 586                                        | 84                                         |
| 2015                                              | 2015                                       |                                            | 756                                        | 137                                        |
| 2020                                              | 2020                                       |                                            | 791                                        | 143                                        |
| Anm.: Ny tätort 1980. 2015 införlivades Busterud. |                                            |                                            |                                            |                                            |